# Pinos Puente
Pinos Puente es una localidad y municipio español perteneciente a la provincia de Granada, en la comunidad autónoma de Andalucía. Está situado en la parte noroccidental de la comarca de la Vega de Granada, siendo una de las treinta y cuatro entidades que componen el área metropolitana de Granada. Pinos Puente se encuentra a los pies de Sierra Elvira, en la Vega de Granada. Por el municipio discurren los ríos Cubillas, Genil, Velillos y Frailes, además de numerosas acequias y canales para el regadío. El término municipal comprende los núcleos de población de Pinos Puente, Casanueva, Zujaira, Fuensanta, Trasmulas, Ánzola, Cantarrana-Buenavista, Alitaje, Torrehueca-Torreabeca y Búcor.
Su economía se basa en una importante agricultura de regadío y ganadería. En cuanto a su historia posee restos arquitectónicos de su pasado árabe, como un puente, al que los lugareños le han dado nombre: el Puente de la Virgen. También tiene una de las calles más largas de los municipios de la Vega de Granada: la calle Real, en la que se encuentra el ayuntamiento.

## Geografía

### Situación
Integrado en la comarca de Vega de Granada, se sitúa a 17 kilómetros de la capital provincial. El término municipal está atravesado por la autovía A-92, por la autovía GR-43 (Granada-Pinos Puente) y por la carretera nacional N-432, entre los pK 414 y 423, además de por la carretera autonómica A-336, que conecta con Íllora, y por carreteras locales que permiten la comunicación con Moclín, Atarfe, Fuente Vaqueros, Valderrubio, Láchar e Íllora.
| Noroeste: Íllora               | Norte: Moclín                                     | Nordeste: Moclín y Atarfe  |
| Oeste: Valderrubio e Íllora    |                                                   | Este: Atarfe               |
| Suroeste: Moraleda de Zafayona | Sur: Chimeneas, Cijuela, Láchar y Fuente Vaqueros | Sureste: Atarfe y Santa Fe |

### Relieve
El relieve del municipio está definido predominantemente por la vega de Granada, por la que discurren el río Cubillas y el río Genil. Por el noroeste, la sierra de Obeilar, perteneciente a la cordillera Subbética, hace de límite con Íllora. Además, por el este, se alza Sierra Elvira, una pequeña sierra en medio de la vega que llega a los 1000 m de altitud en el territorio. El río Genil también hace de límite por el sur con Moraleda de Zafayona y Láchar en algunos tramos. La altitud oscila entre los 1050 m al este, en Sierra Elvira, y los 530 m a orillas del río Genil. El pueblo se alza a 635 m sobre el nivel del mar.

### Clima
De acuerdo con la clasificación de Köppen, tiene un clima Mediterráneo de veranos cálidos (Csa).

## Naturaleza
La Olmeda de El Alitaje está catalogada como arboleda singular. La componen olmos de más de veinticinco metros de altura y troncos de gran tamaño. Se trata del lugar donde se celebra la romería de Pinos Puente. Por el municipio discurren el río Cubillas, el río Genil y numerosas acequias y canales para el regadío.

## Historia
Los testimonios más antiguos del poblamiento de Pinos Puente datan de la etapa final de Bronce. El asentamiento del cerro de los Infantes fue de especial importancia en el sureste de la península, en la zona de la provincia de Granada. Este asentamiento se relacionaba con la cultura tartésica, principal influencia exterior, y permitía controlar el paso desde la vega del río Genil hacia el norte. Más adelante, a finales del siglo VIII a. C. los pobladores indígenas del cerro de los Infantes asimilan las innovaciones introducidas por la colonización fenicia, existiendo evidencias de la adopción del torno de alfarero y los hornos de cocción de alta temperatura. Además, la influencia fenicia cambió el modelo de vivienda, pasando de cabañas ovaladas o rectangulares a construcciones más complejas de planta cuadrada. A partir del siglo VII a. C. hay evidencias del comercio en la vega del río Genil de aceite y vino. Además del yacimiento del cerro de los Infantes, señalar el hallazgo de lo que pudo ser un monumento turriforme en Trasmulas datado en el siglo VII-siglo VI a. C., donado por Rosario Agrela, duquesa de Lécera y propietaria de la finca, al Museo Arqueológico de Granada. Señalar asimismo el testimonio de la necrópolis ibérica de cerro de las Espuelas, sitio arqueológico relacionado con Ilurco.
La primera mención histórica al pueblo bastetano aparece en el análisis que Tito Livio hace de las actividades militares de Lucio Emilio Paulo, derrotado en el 190 a. C., en el marco de la conquista romana, junto al oppidum ibérico de Lycon, que varias hipótesis identifican con Ilurco, en el cerro de los Infantes.
El 25 de junio de 1319, durante el reinado de Alfonso XI de Castilla, tuvo lugar en el término de Pinos Puente, perteneciente al Reino de Granada, la batalla conocida como el Desastre de la Vega de Granada, en la que el ejército castellano fue derrotado por las tropas del rey Ismail I de Granada. Y en el cerro de los Infantes, que desde entonces recibió ese nombre según refieren numerosos historiadores, murieron aquel día los infantes Juan y Pedro de Castilla, que eran los jefes del ejército cristiano y los tutores del rey Alfonso XI durante su minoría de edad junto con la reina María de Molina, abuela del monarca.
En 1341, cuando se le llamaba La Puente de los Pinos por servir el puente como aduana y control de pasajeros que circulasen por la ruta del califato, en sus alrededores, Sierra Elvira, la Vega, Moclín, etc. el sultán Yusuf I, su gran visir Ridwan y el general de "los defensores de la fe", Ozmín, intentaron hacer caer a las tropas del rey castellano en alguna trampa, para obligarle a levantar el asedio a Alcalá la Real, según se describe en la documentada novela histórica "El escudo nazarí", obra del escritor alcalaíno Emilio Sánchez.
De acuerdo con el relato de Hernando Colón sobre las Capitulaciones de Santa Fe de 1492, la aceptación de la reina Isabel I de Castilla a la propuesta de Colón le fue comunicada a Colón por un emisario que salió en su búsqueda desde Santa Fe y le dio alcance en Pinos Puente. Tras la Guerra de Granada la Corona concede diversas mercedes en pago de los servicios prestados, de tal manera que la propiedad se organizaría en latifundios cuyos propietarios constituirían la oligarquía del Reino de Granada. A Fernando de Bobadilla se le concedió el señorío de Pinos y Beas, que heredaría en el siglo XVII el II duque de Abrantes.
A mediados del siglo XIX el Diccionario Geográfico Estadístico de Madoz señala cuatrocientas casas, cárcel, escuela y pósito. Nombra además como anejos lugares como Caparacena o Alitaje y señala los numerosos diseminados como Ansola, Coscojar, Búcor, Casanueva, Cujaira, Alfornas, Asquerosa, Daimuz Alto y Bajo, Daragolga (Daragoleja), Pañaflor, Chozuelas, Trasmulas y Albenzaide (Albenzaire). Señala dos telares, tres molinos de agua y fábrica de jabón, así como cultivos de trigo, maíz, habichuelas, melones y sandías de muy buena calidad. La desamortización daría lugar a la venta y segregación de algunas fincas, como parte de las 650 ha. del cortijo Ánzola, propiedad del Monasterio de los Jerónimos, del que se conserva el edificio de la Torre de los Jerónimos en Casanueva. A finales del siglo XIX, con el auge de la industria azucarera de Granada se construyeron dos azucareras para producir azúcar a partir de remolacha. Los suelos fértiles y la disponibilidad de riego en Pinos Puente, así como en toda la Vega de Granada, permitían el cultivo de la remolacha azucarera. La provincia granadina fue pionera en la introducción de este cultivo en España, de tal manera que en 1892 se inauguraron las fábricas Azucarera Nuestra Señora del Rosario y Nuestra Señora del Carmen, ésta primera junto a las vías de la línea Bobadilla-Granada. En 1909 se inauguró la Azucarera San Pascual en Zujaira, cuyo accionista principal era Federico García Rodríguez, padre de Federico García Lorca. Lorca habría pasado temporadas de infancia y juventud en el cortijo de Daimuz Bajo, adquirido por su padre en 1895.
En 1943 la Diputación provincial elige mayoritariamente a su alcalde Guillermo Diezma para el cargo de procurador en Cortes en la I Legislatura de las Cortes Españolas (1943-1946), representando a los municipios de esta provincia. De 1956 data el poblado de colonización de Fuensanta promovido por el Instituto Nacional de Colonización.
En 2013 se produjo la segregación de la entidad local autónoma (ELA) de Valderrubio, que había sido aprobada por unanimidad en el pleno del ayuntamiento pinero el 18 de agosto de 2011, obteniendo el visto bueno de la Diputación de Granada y el gobierno autonómico con fecha 18 de diciembre de 2013.

## Demografía
Pinos Puente cuenta con una población de 9708 habitantes (INE 2024).
| Gráfica de evolución demográfica de Pinos Puente entre 1842 y 2021                                                  |
| |
| Población de derecho según los censos de población del INE Población de hecho según los censos de población del INE |

## Administración y política
Los resultados en Pinos Puente de las últimas elecciones municipales, celebradas en mayo de 2019, son:
| Elecciones Municipales - Pinos Puente (2019) | Elecciones Municipales - Pinos Puente (2019)    | Elecciones Municipales - Pinos Puente (2019) | Elecciones Municipales - Pinos Puente (2019) | Elecciones Municipales - Pinos Puente (2019) |
| Partido político                             | Partido político                                | Votos                                        | Votos                                        | Concejales                                   |
| -------------------------------------------- | ----------------------------------------------- | -------------------------------------------- | -------------------------------------------- | -------------------------------------------- |
|                                              | Partido Socialista Obrero Español (PSOE)        | 1741                                         | 35,16 %                                      | 6                                            |
|                                              | Izquierda Unida-Pinos Puente para la Gente (IU) | 1263                                         | 25,50 %                                      | 5                                            |
|                                              | Ciudadanos (Cs)                                 | 1111                                         | 22,44 %                                      | 4                                            |
|                                              | Partido Popular (PP)                            | 284                                          | 5,74 %                                       | 1                                            |
|                                              | Vox (VOX)                                       | 269                                          | 5,43 %                                       | 1                                            |
|                                              | Podemos (PODEMOS)                               | 236                                          | 4,77 %                                       | 0                                            |

## Economía

### Evolución de la deuda viva municipal
| Gráfica de evolución de deuda viva del Ayuntamiento de Pinos Puente entre 2008 y 2019                                |
| |
| Deuda viva del Ayuntamiento de Pinos Puente en miles de euros según datos del Ministerio de Hacienda y Ad. Públicas. |

## Medios de transporte
Por Pinos Puente discurre la N-432, que enlaza con la A-92 en Atarfe y llega hasta Granada. La A-92 discurre por el término municipal y tiene salidas en Fuensanta y Trasmulas.
Las estaciones de Pinos Puente y Ánzola y se encuentra sin servicio desde la construcción de la línea de alta velocidad Antequera-Granada.
Está dotada de una estación de autobuses, dispone de líneas para llegar a las localidades limítrofes como la A0226 de Granada a Zujaira, pasando por Pinos Puente y Casanueva, la A0225, la 877 a de Granada a Trasmulas o 0340-2 de Granada a Fuensanta.

## Infraestructuras

### Educación
En la localidad de Pinos Puente se encuentran el centro docente privado Jesús María, el colegio de educación infantil Media Luna y el centro de educación primaria San Pascual Bailón. En cuanto al IES Cerro de los Infantes, señalar que es uno de los más grandes de los institutos de la zona, con unos 700 alumnos matriculados, y al que acuden alumnos de la localidad y de otros pueblos cercanos, como Olivares, Tiena o Puerto Lope. En la población de Zujaira se encuentra el CEIP Las Alhomas.

### Sanidad
En la localidad de Pinos Puente existe un centro de salud y se encuentra en la zona de referencia del Hospital Universitario Virgen de las Nieves. En Casanueva y Zujaira existen sendos consultorios y en las poblaciones de Fuensanta y Trasmulas están dotadas de consultorios auxiliares.

## Monumentos y lugares de interés
Son bienes de interés cultural (BIC) los siguientes:
- Yacimiento arqueológico del cerro de los Infantes
- Puente de Pinos Puente, fortificado y de origen califal.
- Iglesia parroquial de Nuestra Señora de la Consolación.

Además señalar el Centro de Interpretación Colombina, inspirado por el encuentro de Colón con el emisario de Isabel la Católica en Pinos Puente. De la época de Al Ándalus señalar las infraestructuras hidráulicas para el riego del azud de Media Luna, molino de Santa Margarita y atajadero de Alitaje.

## Cultura
Desde 1991 se celebra en noviembre la Muestra de Teatro Ciudad de Pinos Puente en el Teatro Martín Recuerda.